# Hasan Kurti
Hasan Qamil Kurti (n. 6 mai 1933, Elbasan, Regiunea Elbasan, Albania – d. 19 aprilie 2018, Bergamo, Italia) a fost un medic albanez, radiolog de profesie și scriitor.

## Biografie
Hasan Qamil Kurti s-a născut la 6 mai 1933 la Elbasan, Albania. A rămas orfan de copil și la vârsta de 7 ani, din cauza sărăciei extreme, a plecat de acasă pentru a sluji într-o altă familie. A fost nevoit să facă munci agricole grele, obositoare și truditoare.
A început să învețe ca student autodidact, dar visul său de a obține o diplomă în educație s-a împlinit după eliberarea Albaniei (la 29 noiembrie 1944).
Copilăria trăită printre sărăcie și boli a trezit în Hasan Kurti dorința de a deveni medic și de a-i ajuta pe cei mai slabi și nefericiți. I s-a dat dreptul de a studia și mai târziu a primit o bursă la Universitatea Politehnica Medicală din Tirana.
După absolvirea Facultății, în iulie 1954, dr. Hasani a fost numit la Centrul de Sănătate ca șef al secției Epidemiologie din Elbasan. Numirea la noul loc de muncă coincide cu răspândirea epidemiei de tuse convulsivă și, ulterior, a epidemiei de rujeolă. Pentru a lucra, trebuia să meargă în zona Shpati: la Gjinar și Zavalina sau în alte zone, mergând multe ore pe jos.
În septembrie 1962 a început oficial să lucreze la Uzina de Lemn din Elbasan și apoi la Centrul Sanitar. În septembrie 1964, a plecat la Tirana pentru a se specializa în radiologie diagnostică Röntgen. După terminarea specializării, a început să lucreze ca radiolog la Spitalul Civil din Elbasan.
La 7 februarie 1965, s-a căsătorit cu Sherife Mezini, care lucra ca economistă la Banca Albaniei din Tirana. Din această căsătorie s-au nascut trei fiice, printre care și poeta, scriitoarea, textiera, jurnalista și traducătoarea Irma Kurti.
După mulți ani de muncă în spital, s-a transferat la secția de ambulanțe a orașului Elbasan, unde a practicat profesia de radiolog în condiții grele, cu program prelungit, cu un număr mare de oameni și cu radiații mari X. S-a remarcat prin pasiune, responsabilitate și dăruire, gata să meargă la spital la orice oră din noapte și să fie aproape de pacienții aflați în situații critice.
S-a pensionat în 1993. În iunie 1995, familia sa s-a mutat la Tirana. În 2006, s-a mutat împreună cu soția sa în Italia, lângă fiicele sale.
A fost un avid cititor de literatură clasică și modernă și a transmis această dorință fiicei sale, Irma Kurti. A jucat un rol fundamental în încurajarea și susținerea creativității ei timpurii și ulterioare.
După moartea soției sale, Sherife Mezini Kurti, s-a dedicat scrierii amintirilor sale de viață și a muncii sale ca medic. În februarie 2014, i-a dat fiicei sale, scriitoarea Irma Kurti, jurnalul cu fragmente din opera și viața sa: povestea unui copil orfan, părăsit de soartă, dar cu o dorință extraordinară de a-și realiza visul de a deveni medic.  Romanul în limba albaneză Omul care vorbea copacilor publicat în limba italiană cu titlul: In assenza di parole (În lipsa cuvintelor) s-a născut și s-a bazat pe acest jurnal. A lăsat în urmă mai multe jurnale cu fapte, impresii și experiențe din viața sa profesională și privată, precum și note critice și comentarii la multe cărți citite de-a lungul anilor.
A închis ochii pentru totdeauna la 19 aprilie 2018 în Bergamo, Italia.

## Publicații
- I ricordi di un medico, împreună cu Irma Kurti, Kimerik, Italia, 2020;
- Kujtimet e një mjeku, împreună cu Irma Kurti, ADA,Tiranë, 2021;
- Fragments from a doctor's diary (Fragmente din jurnalul unui doctor ), poezie Planet Book, Filipine, 2022;
- Prozë poetike dhe aforizma, Lena Graphic, Priștina, 2022;
- Tra le righe di un diario, Youcanprint Edizioni, Italia, 2022.[7]